# Monocit
Monocitele reprezintă un tip de leucocite (agranulocite) fagocitare, care fac parte din sistemul imun înnăscut al vertebratelor (inclusiv omul). Reprezintă cam 4-8% din numărul total de leucocite. Sunt cele mai mari celule din sânge, având un diametru cuprins între 10 si 25 microni. Jumătate din numărul total de monocite sunt circulante, iar celelalte sunt depozitate în cordoanele lui Billroth din splină. 
Precursorii acestor celule sunt monoblastele, care iau naștere în măduva osoasă, care inițial evoluează în pro-monocite, apoi în monocite. Monocitele circulante au o viața de 1-3 zile, până când pătrund în țesuturi, unde se diferențiază ca macrofage, stare în care vor mai rămâne active încă câteva luni. 
Funcția lor principală este fagocitoza și monocitele de asemenea prezintă pe suprafața lor antigene (de obicei, resturi de la bacterii fagocitate în cadrul răspunsului imun primar), care activează limfocitele T, declanșând astfel un răspuns imun specific. Altă funcție imporantă este producția de citokine (interleukine, TNF). 
Monocitele fac parte din sistemul monocito-fagocitar. Odată migrate în țesuturi, acestea se pot diferenția în:
- macrofage (țesuturi - splină, alveole, etc)
- histiocit - țesut conjunctiv
- microglia - SNC
- osteoclaste - oase
- celule Kupfer - ficat
- celule dendritice - celule Langerhans (piele), tub digestiv, plămâni, etc.

În funcție de receptorii membranari, există 3 tipuri de monocite:
- monocite clasice - prezintă mulți receptori tip CD14, fara CD 16,
- monocite intermediare - prezintă mulți receptori tip CD14, cu puțini receptori tip CD 16,
- monocite non-clasice - prezintă mulți receptori tip CD 14 si CD 16.

Monocitoza (un număr crescut de monocite) poate indica:
- inflamație cronica,
- boala autoimuna,
- infectii,
- parazitoza,
- sarcoidoza,
- neoplazii (leucemii), etc.